# 木佐木勝
木佐木 勝（きさき まさる、1894年 - 1979年）は日本の編集者。東京府出身。早稲田大学英文学科卒。
中央公論社、改造社に務め、1965年に図書新聞社で『木佐木日記』を刊行。2016年に中央公論新社で改訂復刊され、ジャーナリズム史・文化史の貴重な資料として評価されている。

## 生涯
1894年、東京府下品川町に生まれる。伯父の感化で文学少年になる。早稲田大学では片上伸に師事。早稲田騒動で波多野精一の留任運動にも加わった。1918年教師などを経たのち、翌1919年、中央公論社に入社。滝田樗陰の下、高野敬録、伊藤茂雄らとともに『中央公論』の編集に従事。図書新聞社から刊行された『木佐木日記』は入社時1919年から、樗陰が死去した1925年までのものである。
滝田樗陰の死後、高野を編集長とし、木佐木、伊藤の三人編集体制となるも、山本実彦の率いる『改造』の興隆や出版不況の圧迫により、『中央公論』は不振。高野は社長の麻田駒之助と対立し、1927年10月から木佐木が編集長になる。しかし、編集の実権を握ったのは主幹となった嶋中雄作であった。この頃から、嶋中への反発を強めた木佐木は、1928年8月に嶋中が中央公論社長に就任すると、翌29年7月に中央公論社を退社した。
中央公論退社後、実家の土地を売却するなどし、糊口をしのいだ後、1933年から改造社に入社。志賀直哉全集の完成などに従事した。1944年7月の改造社解散時には、石川島造船所の産報課に勤務した。1945年10月から改造社に戻り、1951年8月まで約6年間、出版部の責任者や理事を務めた。横光利一全集や林芙美子『放浪記』の刊行に従事している。しかし、改造社の経営悪化や内部対立の激化を背景に、山本実彦の長男、山本俊太から不本意ながら社を放逐された。
1961年から『図書新聞』に「木佐木日記」、「樗陰と実彦」を発表し、1965年に大正期のものが図書新聞社から刊行され、1975年に1926～29年、44～48年まで含めた日記が『現代史出版』から全4巻で刊行された。ただし、2016年の中央公論新社刊行の『木佐木日記 下 名物編集長・滝田樗陰と関東大震災』では日記の「原本」が発表され、刊行された日記は大幅に本人が加除した可能性が高いと見られている。

## エピソード
- 1923年（大正12年）9月に起きた関東大震災の後、代々木新町（現・渋谷区）の田山花袋宅に原稿依頼に行った際、自宅の庭に逃げ込んできた朝鮮人を引きずり出して殴ったという田山の話を聞かされている[1]。

## 日記
- 木佐木勝『木佐木日記』図書新聞社、1965年。副題は「滝田樗陰とその時代」
- 木佐木勝『木佐木日記』現代史出版（全4巻）、1975年
- 木佐木勝『木佐木日記（上）『中央公論』と吉野・谷崎・芥川の時代』中央公論新社、2016年
- 木佐木勝『木佐木日記（下） 名物編集長・滝田樗陰と関東大震災』中央公論新社、2016年
横山尊解題「日記風回想録としての『木佐木日記』―新出史料から読む刊行の背景と意図」

### 関連解題
- 大村彦次郎「木佐木勝」-『時代を創った編集者101』寺田博ほか編、新書館、2003年
- 横山尊「木佐木日記」-『日記に読む近代日本 3 大正』山口輝臣編、吉川弘文館、2012年